# 奇彭納姆 (英國國會選區)
奇彭纳姆（英語：Chippenham），英國國會一郡選區，位於英格蘭西南部威爾特郡西部，包括威爾特郡西北部和威爾特郡北南部。
創設於1295年，原為應選兩席的自治市選區。1868年改為應選一席，1885年改為郡選區。1983年撤銷，2010年恢復。2010年大選中自民黨的鄧肯·黑姆斯在本區以45.8%選票首次當選，2015年敗選予保守黨的唐萃蘭。